# David Latasa
David Latasa Lasa, född 14 februari 1974 i Pamplona, är en spansk tävlingscyklist.
David Latasa började sin professionella karriär under året 1998 med Banesto-laget. Året därpå vann han en etapp i Tour de l'Avenir, där han slutade på andra plats totalt bakom Unai Osa. Etappsegern blev hans enda professionella seger under karriären. 
År 2003 blev han kontrakterad med Kelme, som bytte namn till Comunidad Valenciana inför säsongen 2004. Latasa vann bergstävlingen i Baskien runt år 2005.
David Latasa var en av de cyklister som blev namngivna i Operación Puerto-skandalen, men blev sedan friad från anklagelserna.
Efter problemen under säsongen 2006 fick inte Latasa några erbjudanden från andra stall. Efter nio år som professionell cyklist bestämde sig David Latasa för att avsluta sin karriär under året 2007.

## Meriter
- 1999
  - 1:a, etapp 8, Tour de l'Avenir
  - 2:a, Tour de l'Avenir

- 2003
  - 3:a, Setmana Catalana de Ciclisme

- 2004
  - 3:a, Prueba Villafranca de Ordizia
  - 4:a, Katalonien runt

- 2005
  - 1:a, bergstävlingen Baskien runt

- 2006
  - 3:a, Prueba Villafranca de Ordizia